# Ottawa Senators (original)

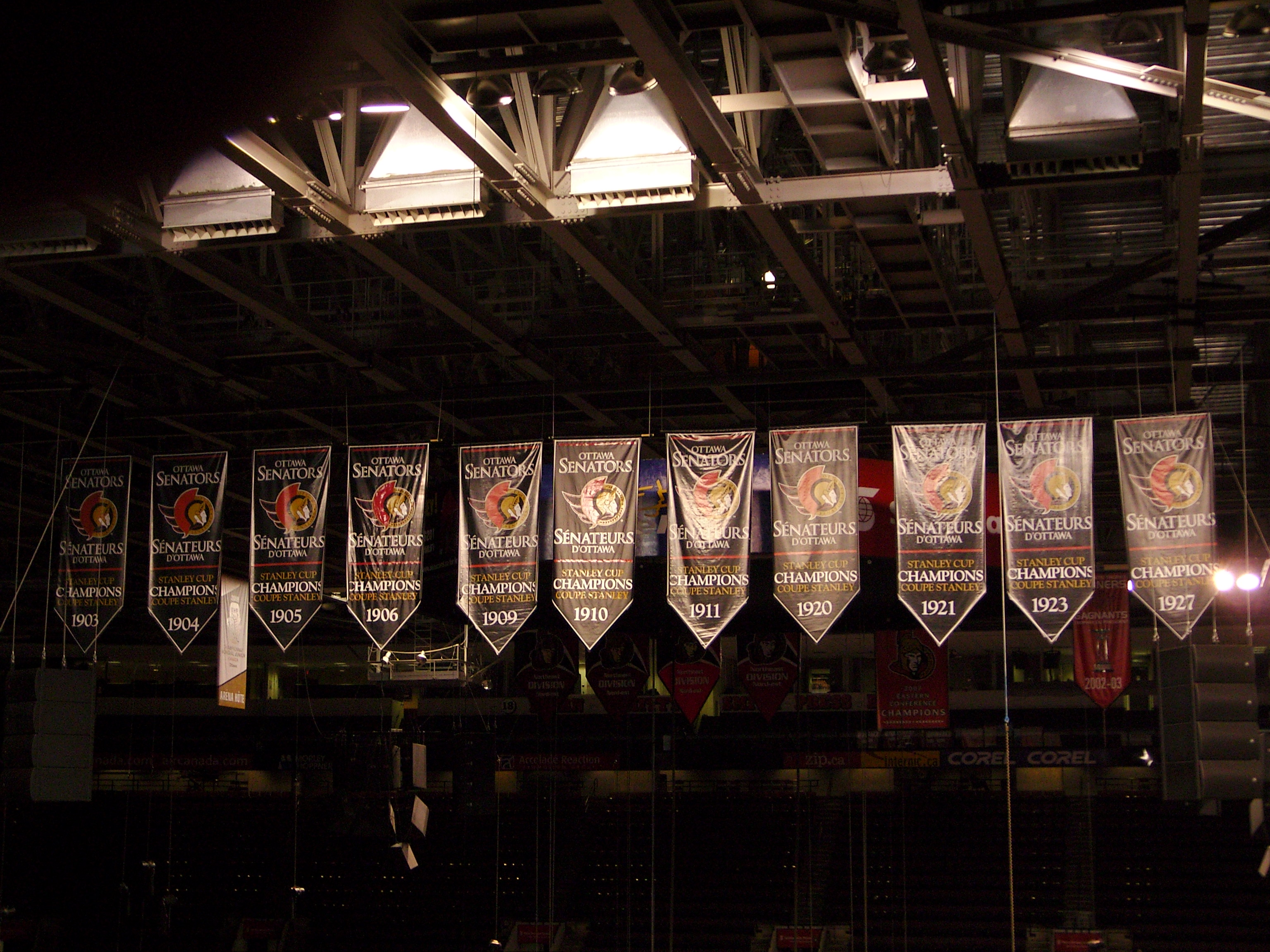
Banners no Scotiabank Place, arena dos Senators atuais, honrando as conquistas do time

Ottawa Senators foi um time de hóquei no gelo localizado em Ottawa, Ontário, Canadá. Fundado como Ottawa Hockey Club (Ottawa HC) em 1883, atendeu por vários apelidos, como Generals na década de 1890, Silver Seven de 1903 a 1907 e Senators, que se tornou o nome oficial, começando em 1908. Com 11 conquistas da Stanley Cup, foi considerado pela mídia do Canadá a melhor equipa desportiva da primeira metade do século XX.
O time começou como amador, e assim permaneceu até 1905. Jogou em diversas ligas antes de ser um dos times que fundou a NHL em 1917. Em 1934, com dificuldades financeiras, se relocou para St. Louis, Missouri, virando os St. Louis Eagles - que  continuavam a ter prejuízos e foram extintos após só jogar a temporada 1934–1935. Em Ottawa, o nome dos Senators continuou como um time sênior, primeiro amador e depois semiprofissional, que acabou extinto em 1954.
Em 1990, Ottawa ganhou direito a um time da NHL, que começaria a jogar em 1992. A equipe foi batizado Ottawa Senators em homenagem à anterior, e faz referências ao antigo Senators (como banners na sua arena e o ano de fundação, 1894, no uniforme), mas é considerado uma entidade separada.

## Aparições na Stanley Cup
| Data                                        | Liga  | Oponente                            | Resultado                                                                  |
| ------------------------------------------- | ----- | ----------------------------------- | -------------------------------------------------------------------------- |
| 22 de março de 1894                         | AHAC  | Montreal Hockey Club                | Montreal vence, –1                                                         |
| março 7–8, 1903                             | CAHL  | Montreal Victorias                  | Ottawa vence série (1–1, 8–0)                                              |
| março 12–14, 1903                           | CAHL  | Rat Portage Thistles                | Ottawa vence série (6–2, 4–2)                                              |
| 30 de dezembro de 1903–4 de janeiro de 1904 | CAHL  | Winnipeg Rowing Club                | Ottawa vence série(9–1, 2–6, 2–0)                                          |
| fevereiro 23–25, 1904                       | CAHL  | Toronto Marlboros                   | Ottawa vence série (6–3, 11–2)                                             |
| 2 de março de 1904                          | CAHL  | Montreal Wanderers                  | Ottawa empata com Montreal (5–5); Montreal se recusa a jogar, perde por WO |
| março 9–11, 1904                            | CAHL  | Brandon Wheat Cities                | Ottawa vence série (6–3, 9–3)                                              |
| janeiro 13–16, 1905                         | FAHL  | Dawson City Nuggets                 | Ottawa vence série(9–2, 23–2)                                              |
| março 7–11, 1905                            | FAHL  | Rat Portage Thistles                | Ottawa vence série(3–9, 4–2, 5–4)                                          |
| fevereiro 27–28, 1906                       | ECAHA | Queen's University                  | Ottawa vence série (16–7, 12–7)                                            |
| março 6–8, 1906                             | ECAHA | Smiths Falls                        | Ottawa vence série(6–5, 8–2)                                               |
| março 14–17, 1906                           | ECAHA | Montreal Wanderers                  | Montreal vence série (9–1, 3–9)                                            |
| 1909                                        | ECHA  | Ottawa não tem adversário (campeão) | Ottawa não tem adversário (campeão)                                        |
| janeiro 5–7, 1910                           | CHA   | Galt                                | Ottawa vence série (12–3, 3–1)                                             |
| janeiro 18–20, 1910                         | NHA   | Edmonton                            | Ottawa wins series (8–4, 13–7)                                             |
| 13 de março de 1911                         | NHA   | Galt                                | Ottawa vence 7–4                                                           |
| 16 de março de 1911                         | NHA   | Port Arthur                         | Ottawa vence 13–4                                                          |
| março 22–26, 1915                           | NHA   | Vancouver Millionaires              | Vancouver vence série (6–2, 8–3, 12–3)                                     |
| março 22–1 de abril de 1920                 | NHL   | Seattle Metropolitans               | Ottawa vence série (3–2, 3–0, 1–3, 2–5, 6–1)                               |
| março 21–4 de abril de 1921                 | NHL   | Vancouver Millionaires              | Ottawa vence série (1–2, 4–3, 3–2, 2–3, 2–1)                               |
| março 16–26, 1923                           | NHL   | Vancouver Maroons                   | Ottawa vence série (1–0, 1–4, 3–2, 5–1)                                    |
| março 29 e 31, 1923                         | NHL   | Edmonton Eskimos                    | Ottawa vence série (2–1, 1–0)                                              |
| abril 7–13, 1927                            | NHL   | Boston Bruins                       | Ottawa vence série (0–0, 3–1, 1–1, 3–1)                                    |

1. ↑  Kitchen 2008, p. 110.